# Scelotes capensis
Scelotes capensis — вид сцинкоподібних ящірок родини сцинкових (Scincidae). Мешкає в Намібії і Південно-Африканській Республіці.

## Поширення і екологія
Scelotes capensis мешкають на півдні Намібії та у Малому Намакваленді на північному заході ПАР. Вони живуть на кам'янистих схилах, порослих чагарниками, на висоті від 100 до 1300 м над рівнем моря.